# Leucosarcia
Leucosarcia is een geslacht van vogels uit de familie duiven (Columbidae).

## Soorten
Het geslacht kent de volgende soort:
- Leucosarcia melanoleuca – Wongaduif